# Гай Плавций Венокс
Гай Плавций Венокс (на латински: Caius Plautius Venox) е политик на Римската република през 4 век пр.н.е. Произлиза от плебейската фамилия Плавции, която е от Пренесте в Лацио.
През 312 пр.н.е. е цензор заедно с Апий Клавдий Цек. Двамата започват строежа на Аква Апия – първия акведукт (водопровод) в Рим. Консули тази година са Марк Валерий Максим Корвин и Публий Деций Муз. Венокс напуска службата след 18 месеца.